# House of Gold & Bones Part 2
House of Gold & Bones Part 2 è il quinto album in studio del gruppo musicale statunitense Stone Sour, pubblicato il 9 aprile 2013 dalla Roadrunner Records.

## Antefatti
La notizia di una seconda parte dell'album si è diffusa già dalla rivelazione del titolo della prima parte, pubblicata nell'autunno del 2012. Il frontman Corey Taylor ha confermato la pubblicazione della seconda parte per il mese di aprile del 2013, fornendo una descrizione sullo stesso:
Il chitarrista Josh Rand ha confermato in un'intervista che la traccia conclusiva dell'album sarebbe stata la title track dei due album. La copertina dell'album è stata rivelata il 30 gennaio 2013 mentre la lista tracce è stata rivelata il giorno seguente.

## Concezione
Come la prima parte, il disco è un concept album la cui storia ruota attorno all'Umano, un ragazzo scosso dalla scelta di rimanere un adolescente o di diventare un uomo e per scoprire ciò intraprese un cammino pieno di ostacoli e di individui oscuri che nella prima parte lo cattureranno. Taylor ha dichiarato che House of Gold & Bones Part 2 avrebbe ripreso i fatti rimasti interrotti nella prima parte, iniziando con il brano Red City (a detta di Taylor «un brano fantastico, probabilmente uno dei migliori che abbia mai scritto»); la storia rivelerà che l'Umano sarà semplicemente posto ad una scelta: scappare o morire. La traccia conclusiva, l'omonima The House of Gold & Bones, si conclude con la stessa introduzione udibile in Gone Sovereign, traccia d'apertura di House of Gold & Bones Part 1

## Promozione
Il 12 febbraio 2013 gli Stone Sour hanno pubblicato come primo singolo Do Me a Favor, anticipato quattro giorni prima da un lyric video. Il video musicale vero e proprio, diretto da Phil Mucci, è stato presentato il 27 marzo successivo.
Il 29 marzo il gruppo ha reso disponibile per l'ascolto il brano Gravesend, mentre il 2 aprile l'album è stato reso disponibile per lo streaming attraverso il loro sito ufficiale.

## Tracce
Testi e musiche degli Stone Sour.
1. Red City – 4:39
2. Black John – 4:02
3. Sadist – 5:07
4. Peckinpah – 4:11
5. Stalemate – 4:47
6. Gravesend – 4:41
7. '82 – 3:42
8. The Uncanny Valley – 4:01
9. Blue Smoke – 2:07
10. Do Me a Favor – 3:44
11. The Conflagration – 4:55
12. The House of Gold & Bones – 4:43

Traccia bonus nell'edizione giapponese
1. Shine (Rough Mix) – 3:26

## Formazione
Gruppo
- Corey Taylor − voce, pianoforte (tracce 9 e 11)
- James Root − chitarra
- Josh Rand − chitarra
- Roy Mayorga − batteria, sintetizzatore e pianoforte (tracce 1−6, 9−10)

Altri musicisti
- Rachel Bolan − basso
- Kevin Fox − arrangiamento strumenti ad arco e violoncello (traccia 11)
- Karen Graves − primo violino (traccia 11)
- Kate Unrau − secondo violino (traccia 11)
- Anna Redekop − viola (traccia 11)
- The HoGaB Numbers − voci gang

Produzione
- David Bottrill − produzione, montaggio digitale
- Michael Phillips − ingegneria del suono, montaggio digitale
- Ryan Martin − assistenza tecnica
- Jay Ruston − missaggio
- James Ingram − assistenza missaggio
- Paul Logus − mastering

## Classifiche
| Classifica (2013)          | Posizione massima |
| -------------------------- | ----------------- |
| Australia                  | 4                 |
| Austria                    | 3                 |
| Belgio (Fiandre)           | 40                |
| Belgio (Vallonia)          | 57                |
| Canada                     | 7                 |
| Danimarca                  | 39                |
| Finlandia                  | 20                |
| Francia                    | 71                |
| Germania                   | 3                 |
| Nuova Zelanda              | 6                 |
| Paesi Bassi                | 47                |
| Regno Unito                | 11                |
| Regno Unito (rock & metal) | 2                 |
| Stati Uniti                | 10                |
| Stati Uniti (alternative)  | 2                 |
| Stati Uniti (hard rock)    | 2                 |
| Stati Uniti (rock)         | 3                 |
| Stati Uniti (tastemaker)   | 10                |
| Svezia                     | 25                |
| Svizzera                   | 7                 |